# Élections à Feurs
Cette page recense les résultats de l'ensemble des votes, élections et référendums ayant eu lieu dans la commune de Feurs (Loire) depuis 2000.

## Élections municipales

### 2008
Les élections municipales de 2008 ont lieu le 9 et le 16 mars 2008. Pour la commune de Feurs, les conseillers municipaux sont élus selon le mode de scrutin de liste à deux tours avec représentation proportionnelle. 29 sièges sont à pourvoir. 3 listes sont déposées. À l'issue des élections qui se déroulent en deux tours et dont les résultats figurent ci-après, Jean-Pierre Taîte est élu maire.
|                                           | Nuance                                    | Tête de liste                             | Liste                                     | Premier tour | Premier tour | Premier tour | Second tour  | Second tour | Second tour | Sièges |
| Voix                                      | Nuance                                    | Tête de liste                             | Liste                                     | %            | %            | Voix         | %            | %           |             | Sièges |
| Voix                                      | Nuance                                    | Tête de liste                             | Liste                                     | Exprimés     | Inscrits     | Voix         | Exprimés     | Inscrits    |             | Sièges |
| ----------------------------------------- | ----------------------------------------- | ----------------------------------------- | ----------------------------------------- | ------------ | ------------ | ------------ | ------------ | ----------- | ----------- | ------ |
|                                           | DVD                                       | Jean-Pierre Taite                         | "Feurs En Action"                         | 1 552        | 47,2 %       | 29,48 %      | 1894         | 51,52 %     | 35,98 %     | 22     |
|                                           | DVG                                       | Benoît Gardet                             | Ag Ens Un Eng Durable                     | 1 489        | 45,29 %      | 28,29 %      | 1782         | 48,48 %     | 33,85 %     | 7      |
|                                           | DVD                                       | Pierre Destras                            | Feurs Horizon 2012                        | 247          | 7,51 %       | 4,69 %       |              |             |             |        |
| Total exprimés                            | Total exprimés                            | Total exprimés                            | Total exprimés                            | 3 288        | 100 %        | 62,46 %      | 3 676        | 100 %       | 69,82 %     |        |
| Total votants : exprimés + blancs ou nuls | Total votants : exprimés + blancs ou nuls | Total votants : exprimés + blancs ou nuls | Total votants : exprimés + blancs ou nuls | 3 396 (108)  | -            | 64,51 %      | 3 756 (80)   | -           | 71,34 %     |        |
| Total inscrits : votants + abstentions    | Total inscrits : votants + abstentions    | Total inscrits : votants + abstentions    | Total inscrits : votants + abstentions    | 5 264 (1868) | -            | 100 %        | 5 265 (1509) | -           | 100 %       |        |

### 2014
- Maire sortant : Jean-Pierre Taîte (UMP)
- 29 sièges à pourvoir au conseil municipal (population légale 2011 : 7 922 habitants)
- 14 sièges à pourvoir au conseil communautaire (CC de Forez-Est)

|                          | Jean-Pierre Taîte * | SE             | 2 111 | 60,41  | 24 | 12 |  |  |
|                          | Johann Cesa         | DVG            | 794   | 22,72  | 3  | 1  |  |  |
|                          | Sophie Robert       | FN             | 589   | 16,85  | 2  | 1  |  |  |
|                          |                     |                |       |        |    |    |  |  |
| Inscrits                 | Inscrits            | Inscrits       | 5 615 | 100,00 |    |    |  |  |
| Abstentions              | Abstentions         | Abstentions    | 2 039 | 36,31  |    |    |  |  |
| Votants                  | Votants             | Votants        | 3 576 | 63,69  |    |    |  |  |
| Blancs et nuls           | Blancs et nuls      | Blancs et nuls | 82    | 2,29   |    |    |  |  |
| Exprimés                 | Exprimés            | Exprimés       | 3 494 | 97,71  |    |    |  |  |
| * Liste du maire sortant |                     |                |       |        |    |    |  |  |

### 2020
- Maire sortant : Jean-Pierre Taite (LR)
- 29 sièges à pourvoir au conseil municipal (population légale 2017 : 8 173 habitants)
- 9 sièges à pourvoir au conseil communautaire (CC de Forez-Est)

|                          | Jean-Pierre Taite        | DVD (LR)                 | 1 115 | 100,00 | 29 | 9 |  |  |
| Feurs en action          |                          |                          | 1 115 | 100,00 | 29 | 9 |  |  |
|                          |                          |                          |       |        |    |   |  |  |
| Votes valides            | Votes valides            | Votes valides            | 1 115 | 88,00  |    |   |  |  |
| Votes blancs             | Votes blancs             | Votes blancs             | 73    | 5,76   |    |   |  |  |
| Votes nuls               | Votes nuls               | Votes nuls               | 79    | 6,24   |    |   |  |  |
| Total                    | Total                    | Total                    | 1 267 | 100    | 29 | 9 |  |  |
| Abstention               | Abstention               | Abstention               | 4 190 | 76,78  |    |   |  |  |
| Inscrits / participation | Inscrits / participation | Inscrits / participation | 5 457 | 23,22  |    |   |  |  |

## Élections cantonales
L'élection des conseillers généraux a lieu au scrutin uninominal majoritaire à deux tours, la moitié des sièges dans chaque département étant renouvelée tous les trois ans. Le département de la Loire comprend 40 cantons. La commune de Feurs est sur le territoire du canton de Feurs.

### 2011
Les élections cantonales de 2011 ont lieu les 20 et 27 mars 2011. 
Henri Nigay (UMP) est élu conseiller général au 2e tour avec 61,91 % des suffrages exprimés sur le canton et 63,28 % des voix sur la commune. Il devance Joëlle Laval (PS) qui obtient 36,72 % sur la commune et 38,09 % sur le canton. Le taux de participation est de 44,21 % sur la commune et de 41,02 % sur le canton.

### 2004
Les élections cantonales de 2004 ont lieu les 21 et 28 mars 2004.
Henri Nigay (UMP) est élu conseiller général au 2e tour avec 53,19 % des suffrages exprimés sur le canton et 55,22 % des voix sur la commune. Il devance Julien Duche (Divers gauche) qui obtient 44,78 % sur la commune et 46,81 % sur le canton. Le taux de participation est de 61,08 % sur la commune et de 63,58 % sur le canton.

## Élections régionales
Les élections régionales renouvellent les 25 conseils régionaux de Métropole et d'outre-mer ainsi que l'Assemblée de Corse. Les conseillers régionaux sont élus dans chaque région au scrutin de liste à deux tours sans adjonction ni suppression de noms et sans modification de l'ordre de présentation. Dans la région Rhône-Alpes, 157 sièges sont à pourvoir. 

### 2010
Les élections régionales de 2010 ont lieu les 14 et 21 mars. Les résultats pour la commune sont les suivants :
|  | Tendance                | Tête de liste        | Liste                                                  | Commune | Région  | Sièges |
|  | ----------------------- | -------------------- | ------------------------------------------------------ | ------- | ------- | ------ |
|  | Majorité présidentielle | Françoise Grossetête | Aujourd'hui et demain, ensemble pour Rhône-Alpes.      | 46,43 % | 34,02 % | 40     |
|  | Union de la gauche      | Jean-Jack Queyranne  | Liste de rassemblement de la gauche et des écologistes | 39,32 % | 50,75 % | 100    |
|  | FN                      | Bruno Gollnisch      | Front national pour Rhône-Alpes et nos provinces       | 14,26 % | 15,22 % | 17     |

### 2004
Les élections régionales de 2004 ont lieu les 21 et 28 mars.Les résultats pour la commune sont les suivants :
|  | Tendance                | Tête de liste        | Liste                                                                                                | Commune | Région  | Sièges |
|  | ----------------------- | -------------------- | --- | ------- | ------- | ------ |
|  | UDF - UMP - Cap21 - FRS | Anne-Marie Comparini | Unis pour faire gagner la région                                                                     | 45,06 % | 38,2 %  | 45     |
|  | PS - PCF - PRG          | Jean-Jack Queyranne  | Rhône-alpes pour tous avec la Gauche et les Verts                                                    | 40,74 % | 46,52 % | 94     |
|  | FN                      | Bruno Gollnisch      | Front national pour Rhône-Alpes, liste présentée par Jean-Marie Le Pen, conduite par Bruno Gollnisch | 14,2 %  | 15,28 % | 18     |

## Élections législatives

### 2012
Les élections législatives de 2012 se déroulent sur deux tours de scrutin les 10 et 17 juin, dans la continuité de l'élection présidentielle qui s'est tenue les 22 avril et 6 mai 2012, selon un mode de scrutin uninominal majoritaire à deux tours. Un redécoupage des circonscriptions législatives est réalisé en 2010 pour tenir compte de l'évolution de la démographie française et pour répondre à une demande du Conseil constitutionnel. Le nombre total de députés, 577, désormais inscrit dans la Constitution depuis la réforme de la constitution française de juillet 2008, reste inchangé, mais certains départements voient le nombre de circonscriptions et leur composition modifiés. Le département de la Loire voit ainsi leur nombre passer de 7 à 6.

La commune n'est pas concernée par le redécoupage et reste rattachée à la 6e circonscription.
- 6e circonscription : 55,15 % pour Paul Salen (UMP, élu au 2e tour avec 53,35 % des suffrages exprimés sur la circonscription[22]), 44,85 % pour Liliane Faure (PS), 54,82 % de participation[23].

### 2007
Les élections législatives de 2007 se déroulent sur deux tours de scrutin les 10 et 17 juin. Le découpage électoral est le même que celui des élections de 2002. Sans surprise, la majorité sortante UMP est reconduite, quelques semaines après l'élection de Nicolas Sarkozy à la présidence de la République, avec toutefois un nombre de sièges réduit par rapport aux précédentes élections. Dans la 6e circonscription du département de la Loire, dont dépend la commune de Feurs, le député sortant, Pascal Clément, est réélu au 2e tour avec 60,51 % des suffrages. Les résultats pour la commune sont les suivants :
- 6e circonscription : 60,58 % pour Pascal Clément (UMP, élu au 2e tour avec 60,51 % des suffrages exprimés[25]), 39,42 % pour Dominique Fruleux (PS), 43,77 % de participation[26].

### 2002
Les élections législatives de 2002 des députés de la XIIe législature ont lieu les 9 et 16 juin 2002, dans la foulée de l'élection présidentielle de 2002 qui a vu la réélection de Jacques Chirac. La droite parlementaire sort largement vainqueur de ces élections, marquées par un nouveau record d'abstention (39%). Les députés sont élus au scrutin uninominal majoritaire à deux tours dans 577 circonscriptions, le département de la Loire en comportant sept. La commune de Feurs est sur le territoire de la 6e circonscription qui voit la victoire de Pascal Clément (Union pour la Majorité présidentielle, élu au 1er tour avec 50,12 % des suffrages exprimés). Les résultats au niveau de la commune sont les suivants :
- 6e circonscription : 52,57 % pour Pascal Clément (Union pour la Majorité présidentielle, élu au 1er tour avec 50,12 % des suffrages exprimés), 24,16 % pour Dominique Fruleux (PS), 60,27 % de participation[28].

## Élections présidentielles

### 2012
Le premier tour de l'élection présidentielle de 2012 voit s'affronter dix candidats. François Hollande, candidat du Parti socialiste, et Nicolas Sarkozy, président sortant et candidat de l'UMP, se qualifient pour le second tour, avec respectivement 28,63 % et 27,18 % des suffrages exprimés. Parmi les candidats éliminés, Marine Le Pen (17,90 %), Jean-Luc Mélenchon (11,10 %) et François Bayrou (9,13 %) obtiennent des scores significatifs. À l'issue du second tour, deux semaines plus tard, François Hollande est élu président de la République avec 51,64 % des suffrages exprimés, contre 48,36 % à son adversaire.
À Feurs, Nicolas Sarkozy arrive en tête du premier tour avec 31,11 %, suivi de François Hollande avec 24,05 %, puis de Marine Le Pen avec 21,07 %, puis François Bayrou avec 9,76 %, puis Jean-Luc Mélenchon avec 8,93 %, aucun autre candidat ne dépassant le seuil des 5 %. Au second tour, les électeurs ont voté à 46,02 % pour François Hollande contre 53,98 % pour Nicolas Sarkozy avec un taux d’abstention de 79,69 %.
|                                           | Parti        | Nom                   | Premier tour | Premier tour | Premier tour | Second tour | Second tour | Second tour |
| Voix                                      | Parti        | Nom                   | %            | %            | Voix         | %           | %           |             |
| Voix                                      | Parti        | Nom                   | Exprimés     | Inscrits     | Voix         | Exprimés    | Inscrits    |             |
| ----------------------------------------- | ------------ | --------------------- | ------------ | ------------ | ------------ | ----------- | ----------- | ----------- |
|                                           | UMP-NC       | Nicolas Sarkozy       | 1 348        | 31,11 %      | 24,34 %      | 2 219       | 53,98 %     | 40,05       |
|                                           | PS-PRG       | François Hollande     | 1 042        | 24,05 %      | 18,80 %      | 1 892       | 46,02 %     | 34,15       |
|                                           | FN           | Marine Le Pen         | 913          | 21,07 %      | 16,48 %      |             |             |             |
|                                           | MoDem        | François Bayrou       | 423          | 9,76 %       | 7,64 %       |             |             |             |
|                                           | FG-PCF       | Jean-Luc Mélenchon    | 387          | 8,93 %       | 6,99 %       |             |             |             |
|                                           | DLR          | Nicolas Dupont-Aignan | 77           | 1,78 %       | 1,39 %       |             |             |             |
|                                           | EELV         | Eva Joly              | 64           | 1,48 %       | 1,16 %       |             |             |             |
|                                           | NPA          | Philippe Poutou       | 51           | 1,18 %       | 0,92 %       |             |             |             |
|                                           | LO           | Nathalie Arthaud      | 22           | 0,51 %       | 0,40 %       |             |             |             |
|                                           | SP           | Jacques Cheminade     | 6            | 0,14 %       | 0,11 %       |             |             |             |
|                                           |              | Total exprimés        | 4 333        | -            | 78,23 %      | 4 111       | -           | 74,21 %     |
| Total votants : exprimés + blancs ou nuls | 4 405 (72)   | -                     | 79,53 %      | 4 415 (304)  | -            | 79,69 %     |             |             |
| Total inscrits : votants + abstentions    | 5 539 (1134) | -                     | 100 %        | 5 540 (1125) | -            | 100 %       |             |             |

### 2007
Le premier tour de l'élection présidentielle de 2007 a été marqué par une participation exceptionnelle avec un score de 83,97 % des inscrits. Ce taux est comparable à celui du premier tour de l'élection présidentielle de 1965 qui était de 84,7 % et celle de 1974 qui était de 84,2 %. Nicolas Sarkozy (31,18 %) et Ségolène Royal (25,87 %) arrivent en tête pour le premier tour de l'élection devant François Bayrou (18,57 %) et Jean-Marie Le Pen (10,44 %). Au second tour, Nicolas Sarkozy est élu Président de la République française, avec 53,06 % des suffrages, contre Ségolène Royal avec 46,94 %. 
À Feurs Nicolas Sarkozy est arrivé en tête au premier tour avec 36,43 %, suivi de Ségolène Royal avec 19,91 %, François Bayrou avec 19,22 % et enfin Jean-Marie Le Pen avec 11,97 %, aucun autre candidat ne dépassant le seuil des 5 %. Au second tour, les électeurs ont voté à 62,4 % pour Nicolas Sarkozy contre 37,6 % pour Ségolène Royal avec un taux d’abstention de 18,03 %.
|                                           | Parti          | Nom                  | Premier tour | Premier tour | Premier tour | Second tour | Second tour | Second tour |
| Voix                                      | Parti          | Nom                  | %            | %            | Voix         | %           | %           |             |
| Voix                                      | Parti          | Nom                  | Exprimés     | Inscrits     | Voix         | Exprimés    | Inscrits    |             |
| ----------------------------------------- | -------------- | -------------------- | ------------ | ------------ | ------------ | ----------- | ----------- | ----------- |
|                                           | UMP            | Nicolas Sarkozy      | 1 537        | 36,43 %      | 29,55 %      | 2 546       | 62,4 %      | 48,94       |
|                                           | PS             | Ségolène Royal       | 840          | 19,91 %      | 16,44 %      | 1 534       | 37,6 %      | 29,49       |
|                                           | MoDem          | François Bayrou      | 811          | 19,22 %      | 15,86 %      |             |             |             |
|                                           | FN             | Jean-Marie Le Pen    | 505          | 11,97 %      | 9,88 %       |             |             |             |
|                                           | LCR            | Olivier Besancenot   | 156          | 3,7 %        | 3,4 %        |             |             |             |
|                                           | MPF            | Philippe de Villiers | 114          | 2,7 %        | 2,23 %       |             |             |             |
|                                           | PCF            | Marie-George Buffet  | 61           | 1,45 %       | 1,19 %       |             |             |             |
|                                           | LO             | Arlette Laguiller    | 60           | 1,42 %       | 1,17 %       |             |             |             |
|                                           | Verts          | Dominique Voynet     | 50           | 1,19 %       | 0,98 %       |             |             |             |
|                                           | Sans étiquette | José Bové            | 40           | 0,95 %       | 0,78 %       |             |             |             |
|                                           | CPNT           | Frédéric Nihous      | 32           | 0,76 %       | 0,63 %       |             |             |             |
|                                           | PT             | Gérard Schivardi     | 13           | 0,31 %       | 0,25 %       |             |             |             |
|                                           |                | Total exprimés       | 4 219        | -            | 81,12 %      | 4 080       | -           | 78,43 %     |
| Total votants : exprimés + blancs ou nuls | 4 277 (58)     | -                    | 82,23 %      | 4 264 (184)  | -            | 81,97 %     |             |             |
| Total inscrits : votants + abstentions    | 5 201 (924)    | -                    | 100 %        | 5 202 (938)  | -            | 100 %       |             |             |

### 2002
Le 21 avril 2002 est inédit dans la vie politique française, puisqu'un représentant d'un parti classé à l'extrême droite de l'échiquier politique a réussi à se qualifier pour le second tour d'une élection présidentielle. Jacques Chirac est réélu président de la république avec le plus fort score depuis la création de la Cinquième République : 82,21 % ; Jean-Marie Le Pen obtient 17,79 % des suffrages exprimés.
 À Feurs, Jean-Marie Le Pen arrive en tête au premier tour avec 23,71 %, suivi de Jacques Chirac avec 20,89 %. Viennent ensuite Lionel Jospin avec 12,9 %, François Bayrou avec 8,17 %, puis Jean-Pierre Chevènement avec 6,37 % et Alain Madelin avec 5,05 %, aucun autre candidat ne dépassant le seuil des 5 %. Au second tour, les électeurs ont voté à 78,54 % pour Jacques Chirac contre 21,46 % pour Jean-Marie Le Pen avec un taux d’abstention de 23,29 %, résultat inférieur aux tendances nationales.
|                                           | Parti        | Nom                     | Premier tour | Premier tour | Premier tour | Second tour | Second tour | Second tour |
| Voix                                      | Parti        | Nom                     | %            | %            | Voix         | %           | %           |             |
| Voix                                      | Parti        | Nom                     | Exprimés     | Inscrits     | Voix         | Exprimés    | Inscrits    |             |
| ----------------------------------------- | ------------ | ----------------------- | ------------ | ------------ | ------------ | ----------- | ----------- | ----------- |
|                                           | FN           | Jean-Marie Le Pen       | 807          | 23,71 %      | 15,80 %      | 800         | 21,46 %     | 15,66       |
|                                           | UMP          | Jacques Chirac          | 711          | 20,89 %      | 13,92 %      | 2 928       | 78,54 %     | 57,31       |
|                                           | PS           | Lionel Jospin           | 439          | 12,9 %       | 8,59 %       |             |             |             |
|                                           | MoDem        | François Bayrou         | 278          | 8,17 %       | 5,44 %       |             |             |             |
|                                           | MRC          | Jean-Pierre Chevènement | 217          | 6,37 %       | 4,25 %       |             |             |             |
|                                           | DL           | Alain Madelin           | 172          | 5,05 %       | 3,37 %       |             |             |             |
|                                           | LO           | Arlette Laguiller       | 149          | 4,38 %       | 2,92 %       |             |             |             |
|                                           | LCR          | Olivier Besancenot      | 129          | 3,79 %       | 2,52 %       |             |             |             |
|                                           | Verts        | Noël Mamère             | 102          | 3 %          | 2,0 %        |             |             |             |
|                                           | CPNT         | Jean Saint-Josse        | 99           | 2,91 %       | 1,94 %       |             |             |             |
|                                           | MNR          | Bruno Mégret            | 95           | 2,79 %       | 1,86 %       |             |             |             |
|                                           | PCF          | Robert Hue              | 67           | 1,97 %       | 1,31 %       |             |             |             |
|                                           | Cap21        | Corinne Lepage          | 53           | 1,56 %       | 1,4 %        |             |             |             |
|                                           | PRG          | Christiane Taubira      | 50           | 1,47 %       | 0,98 %       |             |             |             |
|                                           | FRS          | Christine Boutin        | 28           | 0,82 %       | 0,55 %       |             |             |             |
|                                           | PT           | Daniel Gluckstein       | 8            | 0,24 %       | 0,16 %       |             |             |             |
|                                           |              | Total exprimés          | 3 404        | -            | 66,63 %      | 3 728       | -           | 72,97 %     |
| Total votants : exprimés + blancs ou nuls | 3 534 (130)  | -                       | 69,17 %      | 3 919 (191)  | -            | 76,71 %     |             |             |
| Total inscrits : votants + abstentions    | 5 109 (1575) | -                       | 100 %        | 5 109 (1190) | -            | 100 %       |             |             |

## Référendums
Le référendum sur le quinquennat présidentiel, visant à réduire la durée du mandat présidentiel de sept à cinq ans, a lieu le 24 septembre 2000. La question posée est : « Approuvez-vous le projet de loi constitutionnelle fixant la durée du mandat du président de la République à cinq ans ? » Les électeurs votent « oui » à une large majorité (73,21 % des suffrages exprimés), dans un contexte de forte abstention (69,81 %). Localement, les votes sont respectivement de 66,33 % pour le "oui" et de 33,67 % pour le "non".
Le référendum français sur le traité établissant une Constitution pour l'Europe a eu lieu le 29 mai 2005. À la question « Approuvez-vous le projet de loi qui autorise la ratification du traité établissant une Constitution pour l'Europe ? », le « non » recueille 54,68 % des suffrages exprimés. Ce troisième référendum français sur un traité européen (après ceux de 1972 et 1992) est le premier à être rejeté. Localement les électeurs de la commune votent à 47,54 % pour le "oui" et à 52,46 % pour le "non".
| Référendums. | Référendums.      | Référendums.      | Référendums.      | Référendums.      | Référendums.      | Référendums.      | Référendums.  |
| Année        | Oui (national)    | Oui (national)    | Oui (national)    | Non (national)    | Non (national)    | Non (national)    | Participation |
| ------------ | ----------------- | ----------------- | ----------------- | ----------------- | ----------------- | ----------------- | ------------- |
| 2000         | 66,33 % (73,21 %) | 66,33 % (73,21 %) | 66,33 % (73,21 %) | 33,67 % (26,79 %) | 33,67 % (26,79 %) | 33,67 % (26,79 %) | 27,02 %       |
| 2005         | 47,54 % (45,33 %) | 47,54 % (45,33 %) | 47,54 % (45,33 %) | 52,46 % (54,67 %) | 52,46 % (54,67 %) | 52,46 % (54,67 %) | 63,6 %        |